# 288 Glauke
288 Glauke eller 1955 MO är en asteroid upptäckt 20 februari 1890 av den tyske astronomen Karl Theodor Robert Luther i Düsseldorf. Asteroiden har fått sitt namn efter Glauke, Kreons dotter och maka till Jason inom grekisk mytologi.
Asteroiden är det långsammast roterande objektet i solsystemet efter planeterna Venus och Merkurius.